# 楊建烈
楊建烈（？—？），字義清，號顯宇，陕西西安府韓城縣人，明朝政治人物，同進士出身。

## 生平
万历三十四年（1606年）丙午科陕西鄉試舉人，四十一年（1613年）癸丑科成进士，授葉縣知縣，擢江西道御史。天启四年（1624年）甲子秋，魏忠贤用事，同年周顺昌、周宗建、缪昌期接连上疏弹劾阉党，建烈亦随诸公后，抗疏击之，旋以父喪归。未几，服闋，出为山东天津道參议。魏璫怒未已，先后罗织诸直臣，中以危法，次且及建烈。会崇禎御极，事方已，召补山东道御史，崇祯二年掌河南道印，三年升大理寺丞，五年升太常少卿，历左右通政，六年升太仆寺卿，七年升通政司通政使，八年拾遺，削籍为民。闯军入山西，与平陽知县张麓二人首降。李自成在西安稱王，設六政府，楊建烈任户政府尚書。

## 家族
曾祖楊大吉。祖父楊自乾。父楊通，寿官。